# Top Rank Promotions
Top Rank Promotions — американська боксерська промоутерська компанія головний офіс якої розташований в містечку Парадайз, штат Невада. Її у 1973 році заснували Джабир Герберт Мухаммад та Боб Арум. З моменту свого заснування спілка укладала угоди з боксерами світового класу, такими як: Мухаммед Алі, Алексіс Аргуельо, Оскар Де Ла Хойя, Роберто Дюран, Джо Фрейзер, Джордж Форман, Марвін Гаґлер, Хуан Мануель Маркес, Менні Пак'яо, Шуґар Рей Леонард, Флойд Мейвезер-молодший, Ерік Моралес, Томас Гернс, Полі Айяла, Ларрі Голмс, Карлос Монсон, Джеймс Тоні та багато інших. Окрім цього за посередництва спілки було проведено такі визначні бої як: бій Шуґар Рей Леонард проти Марвіна Гаґлера, Мухаммед Алі проти Джо Фрейзера. Окрім цього за сприяння Top Rank Promotions Джордж Форман повернувся на ринг та 5 листопада 1994 року завдав поразки Майклу Муреру (чемпіон IBF/WBA).

## Історія

### Основний бій
Попередником Top Rank була компанія Main Bout, заснована Мухаммедом Алі в 1966 році для просування його боїв. Поряд із Мухаммедом Алі серед інших ранніх власників акцій компанії були Джабір Герберт Мухаммад, Боб Арум та Джон Алі (головний помічник лідера Нації Ісламу Іллі Мухаммеда). Компанія була заснована після бою Мухаммеда Алі проти Флойда Паттерсона, і наприкінці 1960-х компанія в основному займалася промоцією Алі з боксу та закритими телевізійними трансляціями з оплатою за перегляд. Серед акціонерів компанії було кілька інших членів «Нації ісламу».

### Top Rank Promotions та ESPN
Top Rank Promotions і тодішній молодий канал ESPN уклали угоду що до співробітництва, щоб щотижня показувати бокс кабельною мережею. Перший показ було проведено 10 квітня 1980 в Атлантик-Сіті, коли Френк Флетчер бився з Бена Серрано. Оригінальний Top Rank Boxing на ESPN був найдовшою телевізійною серією та щотижневим боксерським серіалом в історії після святкування свого 16-го року поспіль у 1996 році. Після цього ESPN розірвав контракт, замінивши його на Friday Night Fights — новий серіал, який показуватиме бої з інших рекламних акцій і транслювався на ESPN2.
У липні 2017 року Top Rank почав плавно запускати нову угоду про мовлення з ESPN, починаючи з Менні Пакьяо проти Джеффа Хорна, а потім ще двох карт у серпні. Того місяця ESPN офіційно оголосила про багаторічну угоду, закликаючи до трансляції подій у лінійних і цифрових властивостях ESPN (включно з нещодавно запущеною послугою підписки ESPN+), а також можливість транслювати події з оплатою за перегляд. 2 серпня 2018 року ESPN продовжив дію угоди до 2025 року.

## Правні суперечки
Top Rank була залучена в правову суперечку з Golden Boy Promotions (яка належить Оскару Де Ла Хойя). В суперечці також брав участь 8-кратний чемпіон світу Менні Пак'яо.
Окрім цього вже близько 40 років постійно спалахують суперечки поміж Don King Promotions всім відомого Дона Кінґа та Top Rank Promotions Боба Арума.